# Pietro Linari
Pietro Linari (Florencia, 15 de octubre de 1896 - Florencia, 1 de enero de 1972) fue un ciclista italiano que fue profesional entre 1921 y 1936.
Durante su carrera profesional consiguió 23 victorias, entre ellas la Milán-San Remo de 1924, por delante de Gaetano Belloni y de Costante Girardengo, así como dos etapas en el Giro de Italia.

## Palmarés
| 1922 - 1 etapa en el Giro de Italia - 1 etapa en el Giro de la Provincia de Milán 1923 - Milán-Módena 1924 - Milán-San Remo - Giro de Emilia - 1 etapa en el Giro de la Provincia de Milán 1925 - 1 etapa del Giro de Italia 1926 - 2 etapas del Giro de la Provincia de Milà | 1926 - Seis días de Nueva York (con Reginald McNamara) 1928 - Seis días de Milán (con Costante Girardengo) 1929 - Campeón de Italia de velocidad - Seis días de Stuttgart (con Emil Richli) 1931 - Seis días de París (con Alfredo Dinale) |

## Resultados en Grandes Vueltas y Campeonatos del Mundo
Durante su carrera deportiva ha conseguido los siguientes puestos en las Grandes Vueltas y en los Campeonatos del Mundo en carretera:
| Carrera         | 1922 | 1923 | 1924 | 1925 | 1926 | 1927 | 1928 | 1929 | 1930 | 1931 | 1932 | 1933 | 1934 | 1935 | 1936 |
| --------------- | ---- | ---- | ---- | ---- | ---- | ---- | ---- | ---- | ---- | ---- | ---- | ---- | ---- | ---- | ---- |
| Giro de Italia  | Ab.  | Ab.  | Ab.  | Ab.  | Ab.  | Ab.  | Ab.  | Ab.  | -    | -    | -    | -    | -    | -    | -    |
| Tour de Francia | -    | -    | -    | -    | -    | -    | -    | -    | -    | -    | -    | -    | -    | -    | -    |
| Vuelta a España | -    | -    | -    | -    | -    | -    | -    | -    | -    | -    | -    | -    | -    | -    | -    |
| Mundial en Ruta | -    | -    | -    | -    | -    | -    | -    | -    | -    | -    | -    | -    | -    | -    | -    |

-: no participa 

F.c.: descalificado por "fuera de control"

Ab.: abandono